# Izanami

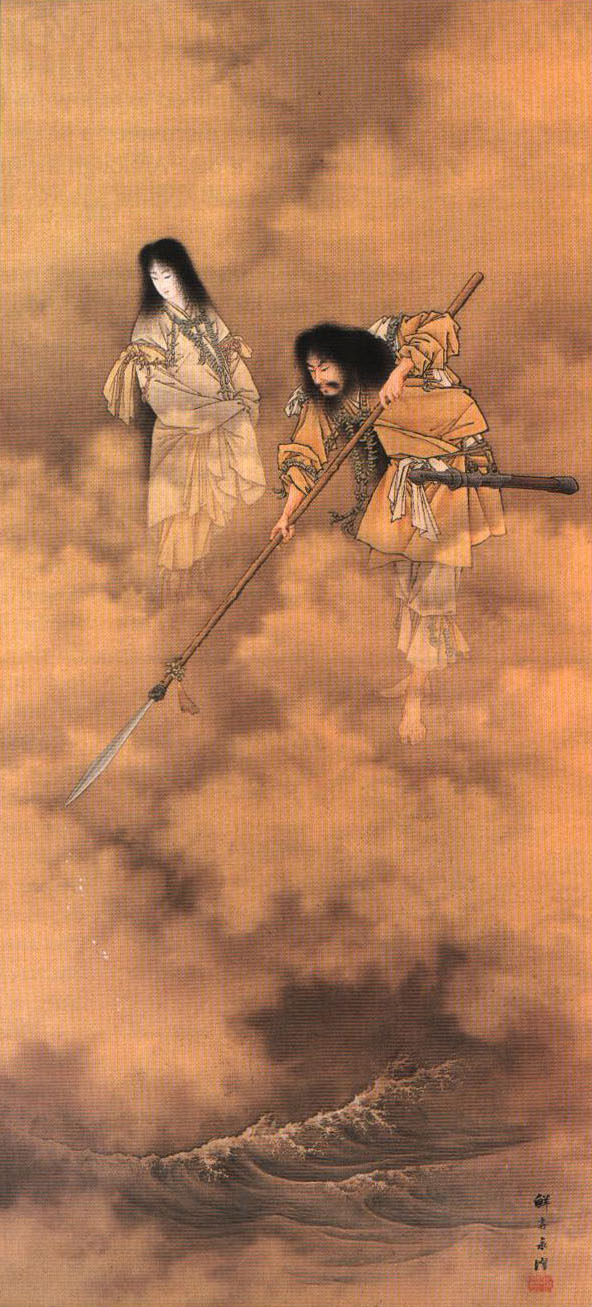
Dipinto di Eitaku Kobayashi raffigurante Izanagi e Izanami

Izanami (イザナミ?, lett. Colei che invita) è una divinità dello shintoismo. È sorella e moglie del dio Izanagi. Nella mitologia giapponese è la dea creatrice, colei che diede origine alle isole del Giappone e vita a molti kami.

## Leggenda
Nel Kojiki, si narra che il primo gesto di Izanagi ed Izanami, in seguito all'ordine ricevuto da altre divinità, fu quello di far sorgere le terre dall'oceano e mescolarle con una lancia chiamata Ame-Nu-Hoko. Le due divinità si recarono sull'Ame-no-ukihashi, il ponte fluttuante del paradiso, iniziando a raschiare con la loro lancia il terreno; quando ripresero la lancia, del fango vi colò dando origine alla prima isola: Onogoro-Shima ("l'isola che si formò da sola"). In seguito le due divinità crearono altre otto grandi isole, che divennero la terra di Yamato, il Giappone.
Le due divinità abbandonarono il Regno del Cielo e stabilirono la loro nuova dimora sulla Terra. Dalla loro unione nacquero 35 esseri sacri, tra cui il dio del mare O-Wata-Tsu-Mi, il dio delle montagne O-Yama-Tsu-Mi, il dio degli alberi Kuku-No-Chi e il dio del vento Shina-Tsu-Hiko. Awashima e Hiruko, figli di Izanagi e Izanami, naquero deformi e non vennero considerati divinità, la figura di Hiruko si sovrappone a quella di Ebisu e in alcune leggende coincidono. La nascita dell'ultimo dio, quello del fuoco, Kagutsuchi, costò la vita ad Izanami che finì nello Yomo-Tsu-Kuni o Yomi (il paese dei morti).
La dea si nutrì con il cibo dello Yomi, trasformandosi quindi in un demone. Izanagi scese al paese dei morti con l'intento di riportare la sua compagna sulla Terra, quando ne vide l'aspetto terrificante. La dea, sentendosi mortificata dalla vergogna, si adirò con lo sposo e lo inseguì decisa ad ucciderlo.
Izanagi riuscì a fuggire e sbarrò le porte dello Yomi con un enorme masso. In questo passaggio delle vicende mitiche lo studioso Henri-Charles Puech vede una similitudine con il mito di Orfeo che disceso negli inferi per l’impazienza di vedere la moglie dovette fuggire inseguito dalle furie e dalla stessa moglie.
Izanami adirata gli gridò che avrebbe preso la vita di 1000 umani per ogni giorno di lontananza. Allora Izanagi, furente, le rispose che lui avrebbe dato la vita a 1500 umani per ogni giorno. Fu così che la morte entrò nel mondo.